# Gerioneide
ἐπικάρσιον, ὡς ὅκα μ[ά]κω[ν

ἅτε καταισχύνοισ’ ἁπαλὸν [δέμας

αἶψ’ ἀπὸ φύλλα βαλοῖσαν...»
come quando un papavero

deturpando il tenero corpo,

appena perduti i petali...»
(Stesicoro, Gerioneide, fr. S15, col. II 12-17, trad. di B. Gentili)
La Gerioneide (in greco antico: Γηρυονηίς) è un componimento poetico in greco antico di Stesicoro del VI secolo a.C. Per quanto Stesicoro venisse tradizionalmente annoverato tra i poeti corali, numerosi studi, tra cui quelli di Bruno Gentili, hanno dimostrato che la Gerioneide sia stata concepita come un canto citarodico e non corale.

## Trama
Il poema è sopravvissuto all'antichità in maniera estremamente frammentaria e dei frammenti rimasti, circa un'ottantina, la gran parte non presenta più di qualche parola e nessuno è più lungo di trenta versi. Si calcola che il poema originale fosse lungo circa 1300 versi, la gran parte dei quasi sono andati perduti. La maggior parte dei frammenti rimasti è pervenuto tramite tradizione papiracea (specialmente grazie all'Oxyrhynchus Papyri XXXII 2617), mentre altri sono stati preservati tramite tradizione indiretta, soprattutto per merito dell'XI libro del Deipnosofisti di Ateneo di Naucrati.
Una ricostruzione completa della trama non è quindi possibile, ma dai frammenti rimasti si sa che il soggetto del poema è la decima fatica di Eracle, il furto dei buoi del mostro Gerione. Le parti rimaste presentano un preludio al duello tra Eracle e Gerione che comprende il concilio degli dei in cui la morte di Gerione viene preannunciata, la nascita del vaccaro Euritione e il tentativo dei genitori del mostro - Crisaore e Calliroe, di dissuadere il figlio dal combattere contro il figlio di Zeus. Di maggiore integrità testuale è la parte finale del poema, in cui il duello e, specialmente, la morte di Gerione per mano di Eracle vengono riportate dettagliatamente e descritta con la similitudine del papavero che reclina la corolla (fr. S15,15-7), un'immagine omerica che avrebbe goduto di grande popolarità nei secoli futuri.

## Il rapporto con Omero
Nonostante la natura estremamente frammentaria, il poema è stato oggetto di numerosi studi accademici non solo sotto il punto di vista filologico, ma anche, specialmente dagli anni settanta, per il rapporto tra l'opera di Stesicoro e i poemi omerici. Infatti la Gerioneide e l'Iliade sono legati da uno stretto legame dal punto di vista linguistico, poetico e concettuale, tanto che lo Pseudo-Longino descrisse Stesicoro come il più omerico dei poeti lirici. Il rapporto tra Stesicoro e di Omero non è di semplice imitazione, ma il poeta della Magna Grecia si rifa all'Iliade per rielaborare la lezione omerica in maniera innovativa e, in particolare, per conferire una dimensione eroica al mostro Gerione. I mostri, infatti, erano raramente i protagonisti della produzione letteraria greca e raramente avevano il dono della parole, mentre nella Gerioneide il gigante Gerione non solo è dotato dell'uso della parola, ma caratterizzato con gli elementi che tradizionalmente caratterizzavano gli eroi greci. La supplica che Calliroe rivolge al figlio affinché non combatta contro Eracle (fr. S13,1-4), ad esempio, è ricalcata sul modello della supplica di Ecuba ad Ettore (Il. 22,79-92), con il risultato che, secondo Christina Franzen, a Gerione viene conferita una dimensione eroica pari a quella dell'eroe troiano.

## Nella cultura di massa
Nel 1998 la poetessa canadese Anne Carson ha pubblicato il romanzo in versi Autobiografia del rosso (Autobiography of Red), una rivisitazione in chiave moderna della Gerioneide. 